# Josef Fuchsbüchler
Josef Fuchsbüchler (* 1. Mai 1884; † 17. August 1950) war ein deutscher Brauereibesitzer und Kommunalpolitiker. 

## Werdegang
Fuchsbüchler war Inhaber der familieneigenen Brauerei Fuchsbüchler in Palling (Oberbayern). Er war von 1930 bis 1933 Bürgermeister der Gemeinde und wurde nach Ende des Zweiten Weltkriegs erneut als Bürgermeister eingesetzt. Er blieb bis 1947 im Amt.
1946 war er Mitglied im Beratenden Landesausschuss des Freistaats Bayern. 